# Девяшина
Девяшина — деревня в Ирбитском муниципальном образовании Свердловской области России.

## География
Деревня Девяшина находится в 20 километрах (по дороге в 22 километрах) к северу-северо-западу от города Ирбита, на правом берегу реки Ницы. Рядом с деревней проходит автодорога Алапаевск — Ирбит.

## Население
| 2002 | 2010 | 2021 |
| ---- | ---- | ---- |
| 114  | ↘87  | ↘48  |